# دوريس فيش
دوريس فيش (بالإنجليزية: Doris Fish)‏ هو ممثل أسترالي، ولد في 11 أغسطس 1952 في سيدني في أستراليا، وتوفي في 22 يونيو 1991 في سان فرانسيسكو في الولايات المتحدة.

## وصلات خارجية
- دوريس فيش على موقع IMDb (الإنجليزية)
- دوريس فيش على موقع قاعدة بيانات الفيلم (الإنجليزية)